# Талассофрины
Талассофрины (лат. Thalassophryne) — род морских лучепёрых рыб из семейства батраховых (Batrachoididae). Родовое название образовано от древнегреческих слов θάλασσα — море, морской и φρύνος — жаба. Распространены в западной части Атлантического океана. Один вид (T. amazonica) обитает в бассейне реки Амазонки. Максимальные размеры представителей рода варьируются от 9,3 до 20 см.
В первом спинном плавнике 2 полые колючки. В длинном втором спинном плавнике 17—22 мягких лучей. В анальном плавнике 16—20 мягких лучей. На крышечной кости имеется полый шип. На подкрышечной кости нет шипов. Ядовитые железы соединены с полыми колючками первого спинного плавника и с полым шипом на жаберной крышке. Тело голое. Фотофоры отсутствуют. Клыковидных зубов на челюстях нет. Позвонков 16—20.

## Классификация
В составе рода выделяют 6 видов:
- Thalassophryne amazonica Steindachner, 1876
- Thalassophryne maculosa Günther, 1861 — Пятнистая талассофрина[1]
- Thalassophryne megalops B. A. Bean & A. C. Weed, 1910
- Thalassophryne montevidensis (C. Berg, 1893)
- Thalassophryne nattereri Steindachner, 1876
- Thalassophryne punctata Steindachner, 1876